# Nescau
Nescau é uma marca pertencente à Nestlé. Foi iniciamente criada para um leite achocolatado desenvolvido para o mercado brasileiro e lançado em 1932 com o nome Nescáo. 
Seu nome é resultado da fusão das palavras Nestlé e Cacáo, como era escrita a palavra cacau na época. Em 1954, aproveitando as alterações ortográficas vigentes no Brasil, o nome foi mudado para Nescau para evitar confusão, pois as pessoas liam equivocadamente o acento agudo de Nescáo, como Nescão.
Em 1961, a marca começou a se firmar no mercado brasileiro, com a mudança de fórmula que transformou o produto em instantâneo e enriquecido com vitaminas. Em 1972, o produto ganhou ainda melhor solubilidade e um composto vitamínico. Naquele ano, foi desenvolvida uma forte campanha publicitária de relançamento sob um novo slogan: "Super Nescau, energia que dá gosto".

## Produtos
A marca engloba atualmente uma gama de produtos que inclui achocolatados em pó e prontos para beber, chocolates em barra, cereais matinais e biscoitos recheados.
- Achocolatado em pó Nescau 3.0

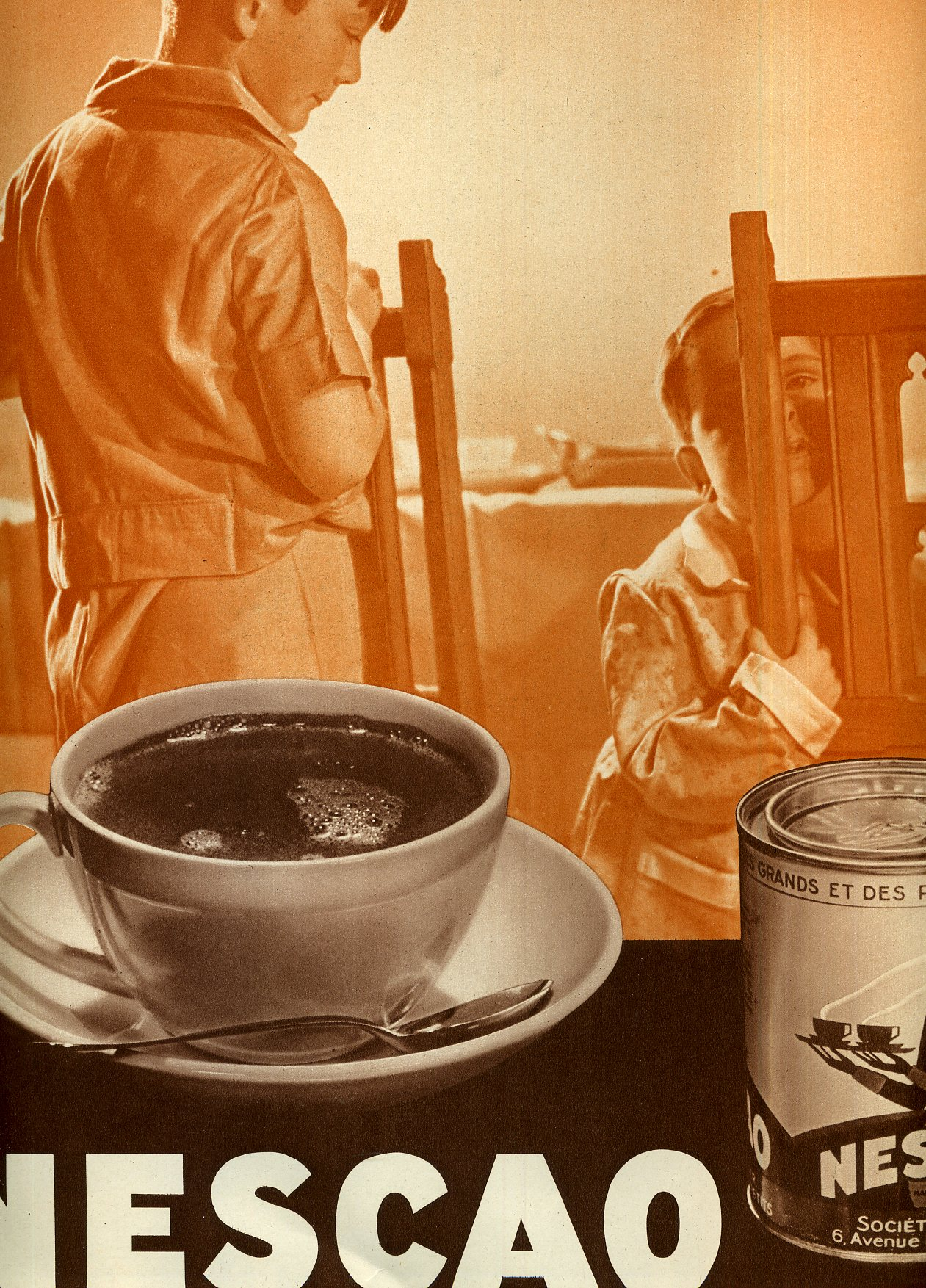
Campanha publicitária de Nescau feita em 1934

- Achocolatado em pó Nescau 2.0[3];
- Achocolatado em pó Nescau Power
- Achocolatado em pó Nescau Tradicional (descontinuado)
- Achocolatado em pó Nescau Light[3]Campanha publicitária de Nescau feita em 1934
- Bebida Nescau Prontinho[4]
- Bebida Nescau Prontinho Light
- Bebida Nescau Fast[5][2]
- Cereal matinal Nescau[6]
- Chocolate Nescau Ball
- Biscoito recheado Nescau.[7]